# Liste des duchés d'Espagne
Selon le registre de la Députation permanente et Conseil de la Grandesse d'Espagne, il existe actuellement 153 duchés en vigueur en Espagne. Tous possèdent également la dignité de grand d'Espagne. Voici la liste exhaustive de ces titres, parmi lesquels également quelques titres éteints, caducs ou historiques:

Couronne héraldique de duc espagnol.

## A
- Duché d'Abrantès (depuis 1642)
- Duché d'Ahumada (es) (depuis 1835/1836)
- Duché d'Alagón (es) (viager)
- Duché d'Albe de Tormes (depuis 1429)
- Duché d'Alburquerque (depuis 1464)
- Duché d'Alcalá de los Gazules (es) (depuis 1558)
- Duché d'Alcudia (es) (depuis 1792)
- Duché d'Algésiras (es) (depuis 1906)
- Duché d'Algete (es) (depuis 1728-1734)
- Duché d'Aliaga (es) (depuis 1487)
- Duché d'Almazán (es) (depuis 1698)
- Duché d'Almazán de Saint Priest (es) (depuis 1830)
- Duché d'Almenara Alta (es) (depuis 1830)
- Duché d'Almodóvar del Campo (es) (1807-1842)
- Duché d'Almodóvar del Río (es) (depuis 1780)
- Duché d'Almodóvar del Valle (es) (depuis 1871)
- Duché d'Amalfi (es) (depuis 1642)
- Duché d'Andria (1373-1533)
- Duché d'Ánsola (es) (depuis 1887)
- Duché del Arco (es) (depuis 1715)
- Duché d'Arcos (es) (depuis 1493)
- Duché d'Arévalo (es) (depuis 1469)
- Duché d'Arévalo del Rey (es) (depuis 1903)
- Duché d'Arión (es) (depuis 1725)
- Duché d'Arjona (es) (depuis 1423)
- Duché d'Atrisco (es) (depuis 1708)
- Duché d'Aveyro (es) (depuis 1681)

## B
- Duché de Badajoz (1ère création : 1454-1470) (2ème création (viager) : 1967-2020)
- Duché de Baena (es) (depuis 1566)
- Duché de Bailén (es) (depuis 1833)
- Duché de Baños (es) (1ère création : 1699-1745) (2ème création : 1751-1780) (3ème création : 1875-1882) (Réhabilitation : 1985-2011)
- Duché de Béjar (es) (depuis 1485)
- Duché de Benavente (es) (depuis 1473)
- Duché de Berwick (es) (depuis 1688)
- Duché de Bivona (es) (depuis 1554)
- Duché de Bournonville (es) (depuis 1717)

## C
- Duché de Calvo Sotelo (es) (1948-2022)
- Duché de Cadix (viager)
- Duché de Camiña (es) (depuis 1619)
- Duché de Canalejas (es) (depuis 1912)
- Duché de Cánovas del Castillo (es) (depuis 1901)
- Duché de Cardona (depuis 1491)
- Duché de Carrero Blanco (es) (1973-2019)
- Duché de los Castillejos (es) (depuis 1871)
- Duché de Castro-Enríquez (es) (depuis 1858)
- Duché de Castro-Terreño (es) (depuis 1825)
- Duché de Caylus (1742-1997)
- Duché de Ciudad Real (es) (depuis 1613)
- Duché de Ciudad Rodrigo (depuis 1812)
- Duché de la Conquista (es) (depuis 1847)

## D
- Duché de Dato (es) (depuis 1921)
- Duché de Denia et Tarifa (es) (1882-1886)
- Duché de Denia (es) (depuis 1886)
- Duché de Dúrcal (es) (depuis 1885)

## E
- Duché d'Elío (es) (depuis 1875)
- Duché d'Escalona (depuis 1472)
- Duché d'Estrées (titre espagnol, depuis 1892)
- Duché d'Estremera (es) (depuis 1568)

## F
- Duché de Feria (es) (depuis 1567)
- Duché de Fernán Nuñez (es) (depuis 1817)
- Duché de Fernández-Miranda (depuis 1977)
- Duché de Fernandina (es) (1ère création : 1505-1548) (2ème création : depuis 1569, réhabilitation en 2012 et 2020)
- Duché de Francavilla (es) (depuis 1555)
- Duché de Franco (1975-2022)
- Duché de Frías (depuis 1454)

## G
- Duché de Galisteo (es) (1ère création : 1451-1835) (2ème création : depuis 1871)
- Duché de Gandía (depuis 1323)
- Duché de Gor (es) (depuis 1803)
- Duché de Granada de Ega (es) (depuis 1729)
- Duché de Grimaldi (es) (depuis 1777)

## H
- Duché d'Hernani (depuis 1914)
- Duché de Híjar (es) (depuis 1483)
- Duché d'Hornachuelos (es) (depuis 1868)
- Duché de Huéscar (es) (depuis 1563)
- Duché de Huete (es) (depuis 1474)

## I
- Duché del Infantado (depuis 1475)

## L
- Duché de Lécera (es) (depuis 1493)
- Duché de Lerma (depuis 1599)
- Duché de Linares (es) (depuis 1667)
- Duché de Liria et Jérica (es) (depuis 1707)
- Duché de Losada (es) (depuis 1741)
- Duché de Lugo (viager : depuis 1995)
- Duché de Luna (es) (depuis 1495)

## M
- Duché de Madrid (titre irrégulier)
- Duché de Mandas y Villanueva (es) (depuis 1614)
- Duché de Maqueda (es) (depuis 1529)
- Duché de Marchena (es) (depuis 1885)
- Duché de Maura (es) (depuis 1930)

- Duché de Medina de las Torres (es) (depuis 1625)
- Duché de Medina de Rioseco (es) (depuis 1538)
- Duché de Medina Sidonia (1ère création : 1380-1404) (2ème création : depuis 1445)
- Duché de Medinaceli (depuis 1479)
- Duché de Miranda (es) (depuis 1664)
- Duché de Moctezuma de Tultengo (es) (depuis 1865)
- Duché de Mola (es) (1948-2022)
- Duché de Montalto (es) (1ère création : 1507-1515 ; réhabilitation : 1919-2022)
- Duché de Montalto (es) (2ème création : 1507-1955)
- Duché de Montealegre (es) (depuis 1633)
- Duché de Monteleón (depuis 1527)
- Duché de Montellano (es) (depuis 1705)
- Duché de Montemar (es) (depuis 1735)
- Duché de Montoro (es) (depuis 1660)

## N
- Duché de Nájera (es) (depuis 1482)
- Duché de Nemi (es) (depuis 1828)
- Duché de Noblejas (es) (depuis 1829)
- Duché de Nocera (depuis 1656)

## O
- Comté-duché d'Olivares (es) (depuis 1625/1882)
- Duché d'Osuna (es) (depuis 1562)

## P
- Duché de Palata (es) (depuis 1646)
- Duché de Palma de Majorque (viager : 1997-2015)
- Duché de Parcent (es) (depuis 1914)
- Duché del Parque (es) (depuis 1625)
- Duché de Pastrana (es) (depuis 1572)
- Duché de Peñaranda de Duero (es) (depuis 1608)
- Duché de Pinohermoso (es) (depuis 1907)
- Duché de Plasencia (es) (depuis 1496)
- Duché de Prim (es) (depuis 1871)
- Duché de Primo de Rivera (es) (depuis 1948)

## R
- Duché de Regla (es) (depuis 1859)
- Duché de Riánsares (es) (depuis 1844)
- Duché de Rivas (es) (depuis 1793)
- Duché de la Roca (es) (depuis 1793)
- Duché de Rubí (es) (depuis 1920)

## S
- Duché de Salinas de Rosio (depuis 1814)
- Duché de San Carlos (es) (depuis 1780)
- Duché de San Fernando de Quiroga (es) (depuis 1815)
- Duché de San Fernando Luis (depuis 1816)
- Duché de San Lorenzo de Valhermoso (es) (depuis 1794)
- Duché de San Miguel (es) (depuis 1625)
- Duché de San Pedro de Galatino (es) (depuis 1621)
- Duché de San Ricardo (es) (depuis 1864)
- Duché de Sanlúcar la Mayor (es) (depuis 1625)
- Duché de Santa Cristina (es) (depuis 1830)
- Duché de Santa Elena (depuis 1907)
- Duché de Santángelo (es) (depuis 1497)
- Duché de Santisteban del Puerto (depuis 1738)
- Duché de Santo Buono (es) (depuis 1958)
- Duché de Santo Mauro (es) (depuis 1890)
- Duché de Santoña (es) (depuis 1875)
- Duché de Segorbe (es) (depuis 1469)
- Duché de Ségovie (viager : 1933-1975)
- Duché de Seo de Urgel (es) (depuis 1891)
- Duché de Sessa (depuis 1507)
- Duché de Séville (depuis 1823)
- Duché de Solférino (es) (depuis 1717)
- Duché de Soma (es) (depuis 1502)
- Duché de Soria (1ère création : 1370-1375) (2ème création (viager) : depuis 1981)
- Duché de Sotomayor (es) (depuis 1703)
- Duché de Suárez (depuis 1981)
- Duché de Sueca (es) (depuis 1804)
- Duché de Salinas de Rosio

## T
- Duché de T'Serclaes (es) (depuis 1856)
- Duché de Talavera de la Reina (es) (depuis 1914)
- Duché de Tamames (es) (depuis 1805)
- Duché de Tarancón (es) (depuis 1847)
- Duché de Tarifa (es) (depuis 1886)
- Duché de Terranova (es) (depuis 1502)
- Duché de Tétouan (es) (depuis 1860)
- Duché de la Torre (es) (depuis 1862)
- Duché de las Torres (es) (depuis 1907)
- Duché de Tovar (es) (depuis 1906)

## U
- Duché d'Uceda (es) (depuis 1610)
- Duché de l'Union de Cuba (es) (depuis 1847)

## V
- Duché de Valence (es) (depuis 1847)
- Duché de Vasconie (historique)
- Duché de la Vega (es) (depuis 1557)
- Duché de Veragua (historique) (depuis 1537)
- Duché de la Victoria (es) (depuis 1839)
- Duché de la Victoria de las Amezcoas (es) (depuis 1836)
- Duché de Villahermosa (depuis 1476)
- Duché de Villena (es) (1ère création : 1336-1366) (2ème création : 1420-1445)
- Duché de Vista-Alegre (es) (depuis 1876)
- Duché de Vistahermosa (es) (depuis 1879)
- Duché de Wittemberg

## Z
- Duché de Saragosse (es) (depuis 1834)